# فدراسیون فوتبال گینه استوایی
فدراسیون فوتبال گینه استوایی (اسپانیایی: Federación Ecuatoguineana de Fútbol, FEGUIFUT‎) نهاد اداره‌کننده مسابقات فوتبال و فوتسال در کشور گینه استوایی است.
این فدراسیون که در سال ۱۹۵۷ تأسیس شده عضو کنفدراسیون فوتبال آفریقا و فیفا نیز می‌باشد و مقر آن در شهر مالابو است.